# Newtownmountkennedy
Newtownmountkennedy är en ort i republiken Irland. Den ligger i den östra delen av landet, 28 km söder om huvudstaden Dublin. Newtownmountkennedy ligger 81 meter över havet och antalet invånare är 2 410.
Terrängen runt Newtownmountkennedy är platt åt sydost, men åt nordväst är den kuperad. Havet är nära Newtownmountkennedy österut. Runt Newtownmountkennedy är det ganska tätbefolkat, med 75 invånare per kvadratkilometer. Närmaste större samhälle är Kilquade, 2,0 km öster om Newtownmountkennedy. Trakten runt Newtownmountkennedy består i huvudsak av gräsmarker.